# Félix Salgado Macedonio

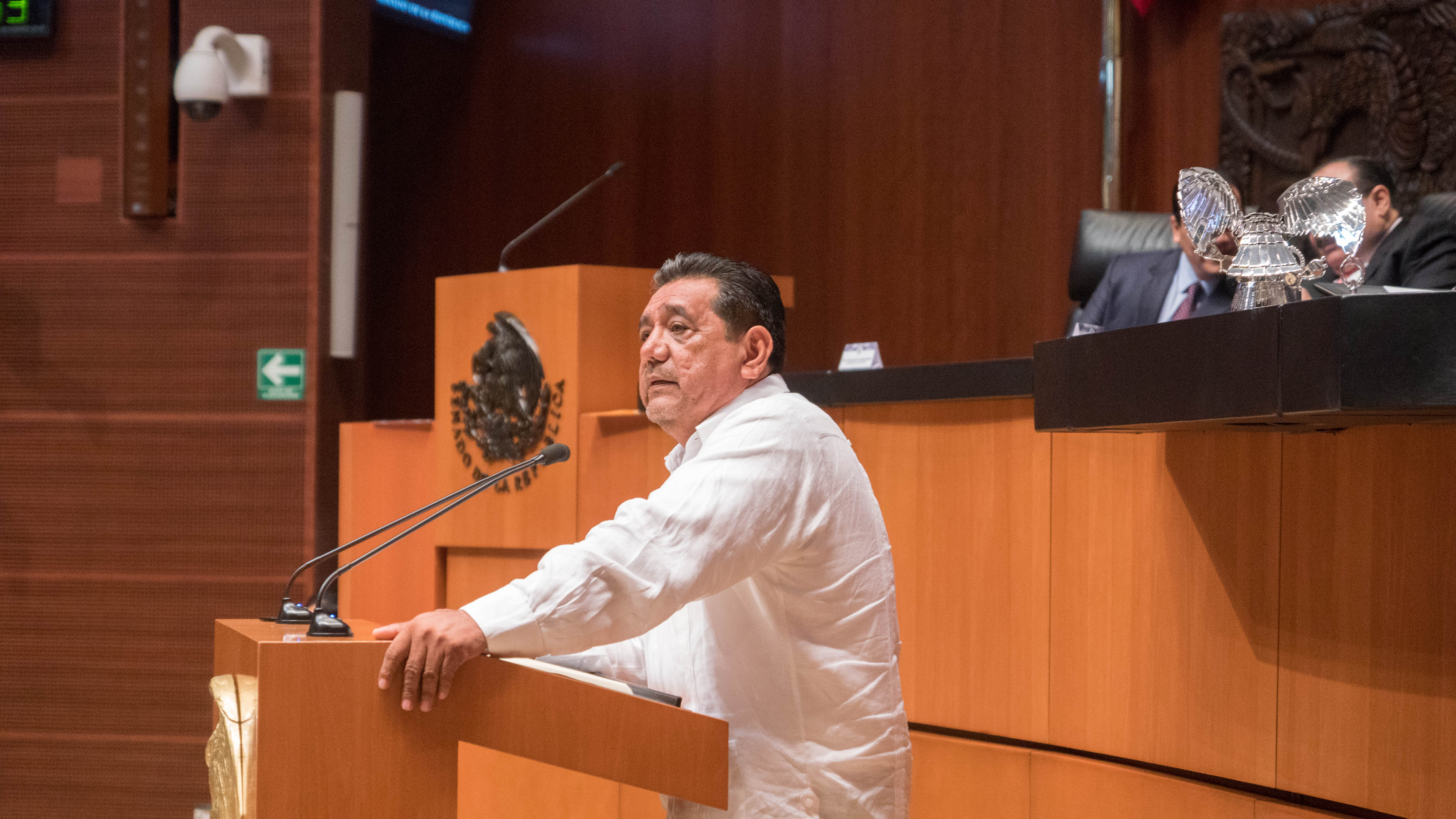
Félix Salgado Macedonio in de Senaat

José Félix Salgado Macedonio (Las Querendas, 14 januari 1957) is een Mexicaans politicus. Hij was burgemeester van Acapulco en deed driemaal een poging om gouverneur van Guerrero te worden.

## Politieke carrière
Salgado studeerde landbouwtechniek aan de Autonome Universiteit van Guerrero. In 1988 was hij een van de oprichtende leden van de Partij van de Democratische Revolutie (PRD) en werd in dat jaar in de Kamer van Afgevaardigden gekozen. In 1993 deed hij een poging gouverneur van Guerrero te worden, maar verloor de verkiezing aan Rubén Figueroa Alcocer van de Institutioneel Revolutionaire Partij (PRI), hoewel Salgado altijd heeft volgehouden dat er fraude in het spel was geweest. In 1994 werd hij in de Kamer van Senatoren gekozen, maar trad in 1999 terug om deel te nemen aan de gouverneursverkiezingen. Ook ditmaal verloor hij aan de PRI-kandidaat, deze keer René Juárez Cisneros. Salgado was opnieuw afgevaardigde van 2000 tot 2003.
In 2005 werd Salgado Macedonio gekozen tot burgemeester van de badplaats Acapulco tot 2008. Hij werd ervan beschuldigd zijn taak als burgemeester niet serieus genoeg genomen te hebben. Hij werd daarna eigenaar van de krant La Jornada, editie Guerrero. In 2018 keerde hij terug in de actieve politiek en werd verkozen tot senator namens Morena.

### Kandidatuur voor gouverneurschap van Guerrero in 2021
Eind 2020 vroeg hij verlof om zich voor de derde maal kandidaat te kunnen stellen voor de verkiezingen van gouverneur van Guerrero. Op 30 december 2020 presenteerde de voorzitter van Moreno namens de partij de kandidatuur van Salgado. Vervolgens rakelde de pers de schandalen uit de loopbaan van Salgado op. Collega-kamerleden, waaronder vrouwelijke partijgenoten, protesteerden tegen zijn kandidatuur omdat hij verscheidene lopende aanklachten had wegens seksueel grensoverschrijdend gedrag. Het geval-Salgado Macedonio werd een van de meestbesproken thema´s van de campagne en bracht president López Obrador regelmatig in verlegenheid. Eind februari 2021 besloot de partij zijn kandidatuur in te trekken en een opiniepeiling te organiseren in de staat Guerrero om een  kandidaat aan te wijzen. Salgado Macedonio was hierbij een van de namen op de lijst. Hij won deze opiniepeiling en werd opnieuw kandidaat. Op 25 maart blokkeerde het INE de kandidatuur van Salgado omdat hij niet had voldaan aan de wettelijke eis om financieel verslag te doen van zijn precampagne. Salgado ging in beroep bij het electoraal tribunaal die het INE opdroeg de strafmaat te heroverwegen. Het INE bevestigde de straf en Salgado ging in beroep. Uiteindelijk besloot het tribunaal op 27 april de kandidatuur van Salgado niet toe te staan vanwege diens verzuim om financieel verslag te doen van zijn precampagne. Twee dagen later werd Evelyn Salgado Pineda, de dochter van Salgado, benoemd tot kandidaat van Morena voor het gouverneurschap van Guerrero. Zij won de verkiezingen en werd op 15 oktober 2021 de eerste vrouwelijke gouverneur van Guerrero.

## Overige activiteiten
Salgado staat in Mexico bekend als een enigszins excentrieke figuur; hij staat bekend als een liefhebber van motorfietsen en films, en nog het liefst een combinatie van beide. Hij speelde de hoofdrol in de autobiografische film El Guerrero (2001). Ook heeft hij diverse platen opgenomen:
- Al corazón le vale[12]
- La cumbia del Peje[13]